# Bezmirisni katanac
Bezmirisni katanac (lat. Reseda inodora), dvo- ili višegodišnja biljka iz porodice krstašica, raširena od južnoeuropske Rusije na zapad do Hrvatske, uključujući Ukrajinu, Mađarsku, Rumunjsku, Bugarsku, Grčku, a u Hrvatskoj flori, nova je vrsta, opažena na Banskom brdu u Baranji, gdje je se smatra kritično ugroženom.

## Opis
Reseda inodora je dvogodišnja ili višegodišnja vaskularna biljka visine 20-60 cm. Stabljike su uspravne, ponekad razgranate odozdo (grmolike). Listovi su lancetasti, uspravni, pri dnu lopatičasti, dok su neki gornji perasti s 1-2 para bočnih režnjeva i velikim završnim režnjem. Brakteje su duge 3 mm. Svaki cvijet ima peteljku dugu 5-8 mm. Cvjetovi su heksamerni. Duljina zelenih latica je oko 5 mm, dok su bijele latice kraće, cca. 3 mm. Krakovi latica su sjedeći, prstasti s 11-17 linearnih oblancetastih segmenata (JÁVORKA 1925, YEO 1964, SIMON 2000). Prašnici su obično narančasti (smeđe-crveni). Kapsule su uspravne ili klimaju. R. inodora je terofitna ili hemikriptofitna vrsta, koja u Mađarskoj cvjeta od lipnja do kolovoza.
Reseda inodora vrlo je slična vrsti R. odorata L., adventivnoj i kultiviranoj rezedi koja nije prastari element europske flore (Yeo 1964). Ipak, međusobno se znatno razlikuju po širini rubova režnjeva na laticama, širini čašičnih listića koji su široki u gornjem dijelu, a suženi pri dnu kod R. odorata i jednolični kod R. inodora. Čahura R. inodora je jajasta dok je kod R. odorata obrnuto jajolika.